# جيريمي ليفين
جيريمي ليفين (بالإنجليزية: Jeremy Leven)‏ (من مواليد 1941) كاتب سيناريو أمريكي مخرج، منتج، وروائي. ولد ليفين في ساوث بند، بولاية إنديانا، ويعيش ما بين وودبريدج وكونيتيكت وباريس ونيويورك. 

## حياته
تلقى ليفين تعليمه في كلية سانت جون في أنابوليس بولاية ماريلاند، وجامعة هارفارد، وجامعة كونيتيكت وكلية الطب بجامعة يال. بينما كان في جامعة هارفارد أسس مجلة ساخرة أطلق عليها المقترح واستمر بادارتها لمدة عشر سنوات في كامبريدج، ماساشوستس، وخارج برودواي.

## أعماله
نُشرت رواية ليفين الأولى الخالق، عام 1980 وتم إصدارها كفيلم بنفس العنوان عام 1985. كما أن ليفين طبيب نفسي عصبي ممارس، وهو موضوع تم إدراجه في روايته الثانية، الشيطان: تحليله النفسي وعلاجه من قبل الدكتور كاسلر، JSPS ، الذي نُشر عام 1982 وتم تصويره كفيلم تحت عنوان Crazy as Hell عام 2002. وتم بعدها نشر روايته الجديدة «المخلص والآلة الغنائية» في يناير 2019. 
كتب ليفين وأخرج فيلم دون جوان دي ماركو (1994)، وكتب وأنتج أليكس وإيما في 2003، وكتب سيناريوهات لـأسطورة باغر فانس سنة 2000، ثم فيلم دفتر الملاحظات في 2004، ثم بعدها ماي سيستر كيبر عام 2009، وفولاذ حقيقي سنة 2011، وكتابة غير معتمدة لـالزائر المسافر المؤقت كما كتب وأخرج فيلم فتاة على دراجة سنة 2013. 

## جوائز
- جائزة كوني أوارد - الإنجاز المتميز في الفيلم، لجنة كونيتيكت للفيلم (1999).
- جائزة أفضل كاتب سيناريو - الجائزة الأوروبية التي يمنحها الأمير ألبرت من موناكو (2003).
- «إنجازات مدى الحياة - التميز في كتابة السيناريو»، مهرجان سيدونا السينمائي الدولي (2014).
- «جائزة خاصة لتحقيق الإنجاز المتميز»، مهرجان صن داي للأفلام، جامعة برانديز، (2006).

## روابط خارجية
- جيريمي ليفين على موقع IMDb (الإنجليزية)
- جيريمي ليفين على موقع ألو سيني (الفرنسية)
- جيريمي ليفين على موقع أول موفي (الإنجليزية)
- جيريمي ليفين على موقع قاعدة بيانات الأفلام السويدية (السويدية)
- جيريمي ليفين على موقع إن إن دي بي (الإنجليزية)
- جيريمي ليفين على موقع قاعدة بيانات الفيلم (الإنجليزية)
- جيريمي ليفين على موقع كينوبويسك (الروسية)